# CA Los Andes
Club Atlético Los Andes – argentyński klub piłkarski z siedzibą w mieście Lomas de Zamora.

## Historia
Klub założony został 1 stycznia 1917 roku. Nazwa klubu wywodzi się od wyczynu dwóch lotników argentyńskich, którzy w 1916 przelecieli samolotem Andy wznosząc się na wysokość 8100 metrów. Dnia 22 lutego 1922 klub przystąpił do narodowej federacji piłkarskiej Asociación Argentina de Football, rozpoczynając grę w lidze Intermedia. Dnia 28 września 1940 oddano do użytku stadion klubu Estadio Eduardo Gallardón.  Los Andes gra obecnie (w sezonie 2013/2014) w trzeciej lidze argentyńskiej Primera B Metropolitana.

## Osiągnięcia
- Primera Amateur: 1938
- Mistrz trzeciej ligi (Primera C): 1957
- Mistrz drugiej ligi (Primera B): 1960